# Скадовская епархия
Скадо́вская епа́рхия — епархия Русской православной церкви в границах левобережной территории Херсонской области (контролируемой российскими войсками после вторжения).

## История
12 мая 2022 года решением Священного синода Украинской православной церкви архимандрит Вениамин (Величко) был избран епископом Скадовским, викарием Херсонской епархии. Викариатство было названо по городу Скадовск Херсонской области. 27 мая 2022 года украинское священноначалие приняло решение о своей самостоятельности от РПЦ, а митрополит Херсонский и Таврический Иоанн (Сиопко) находился на территории, контролируемой ВСУ, и перестал поминать патриарха Кирилла за богослужением.
27 декабря 2023 года решением Священного синода Русской православной церкви в связи с фактической невозможностью для митрополита Херсонского и Таврического Иоанна управлять приходами и монастырем Херсонской епархии, находящимися на левобережье Днепра, была образована самостоятельная Скадовская епархия в административных границах левобережных районов Херсонской области: Алёшковского, Голопристанского, Каланчакского, Скадовского, Чаплынского (следует учесть, что за исключением укрупнённого Скадовского района данные районы были упразднены украинской властью в 2020 году). При этом Священный Синод РПЦ отмечал, что «при изменении внешней ситуации рассмотреть вопрос о возможном восстановлении Херсонской епархии в нынешних границах». Украинская православная церковь не признала это решение, заявив 28 декабря 2023 года: «создание и реорганизация новых епархий в пределах её канонической территории осуществляется исключительно Синодом УПЦ или Собором епископов УПЦ и Собором УПЦ. Сейчас этими высшими органами управления УПЦ никаких решений относительно изменений в структуре Херсонской епархии не принималось. Поэтому в каноническом устройстве этой епархии никаких изменений также не произошло. Её правящим архиереем, который ответственен за соблюдение канонического устройства во всех определённых Уставом об управлении епархией административных единицах Херсонской области, в том числе и на временно неподконтрольных Украине территориях, является митрополит Херсонский и Таврический Иоанн». В свою очередь, губернатор контролируемой Россией части Херсонской области Владимир Сальдо поздравил православных христиан со значимым для региона событием, отметив, что появление новой епархии является знаменательным моментом в жизни православного сообщества Херсонщины и это «наполняет жителей радостью и надеждой». «Пусть эта епархия станет местом, где каждый из вас найдет духовную поддержку, любовь и понимание», — пожелал чиновник.

## Епископы
Скадовское викариатство Херсонской епархии Украинской православной церкви
- Вениамин (Величко) (с 18 июля 2022)

Скадовская епархия Русской православной церкви
- Алексий (Овсянников) (27 декабря 2023 — 25 июля 2024) в/у, еп. Джанкойский
- Филарет (Гаврин) (c 25 июля 2024)